# Feins-en-Gâtinais
Feins-en-Gâtinais ist eine französische Gemeinde mit 30 Einwohnern (Stand: 1. Januar 2022) im Département Loiret in der Region Centre-Val de Loire. Sie gehört zum Arrondissement Montargis und ist Teil des Kantons Gien. Die Einwohner werden Finois genannt.

## Geografie
Feins-en-Gâtinais liegt etwa 74 Kilometer ostsüdöstlich von Orléans. Nachbargemeinden von Feins-en-Gâtinais sind Dammarie-sur-Loing im Norden und Nordwesten, Rogny-les-Sept-Écluses im Osten, Escrignelles im Süden sowie Adon im Westen.

## Bevölkerungsentwicklung
| Jahr                       | 1962 | 1968 | 1975 | 1982 | 1990 | 1999 | 2006 | 2018 |
| Einwohner                  | 113  | 111  | 68   | 63   | 59   | 44   | 49   | 34   |
| Quellen: Cassini und INSEE |      |      |      |      |      |      |      |      |

## Sehenswürdigkeiten

Kirche Saint-Sulpice

- Kirche Saint-Sulpice